# 巴尔德奥尔纳
巴尔德奥尔纳，是西班牙阿拉贡自治区萨拉戈萨省的一个市镇。 总面积8平方公里，总人口61人（2001年），人口密度8人/平方公里。